# Cab Calloway

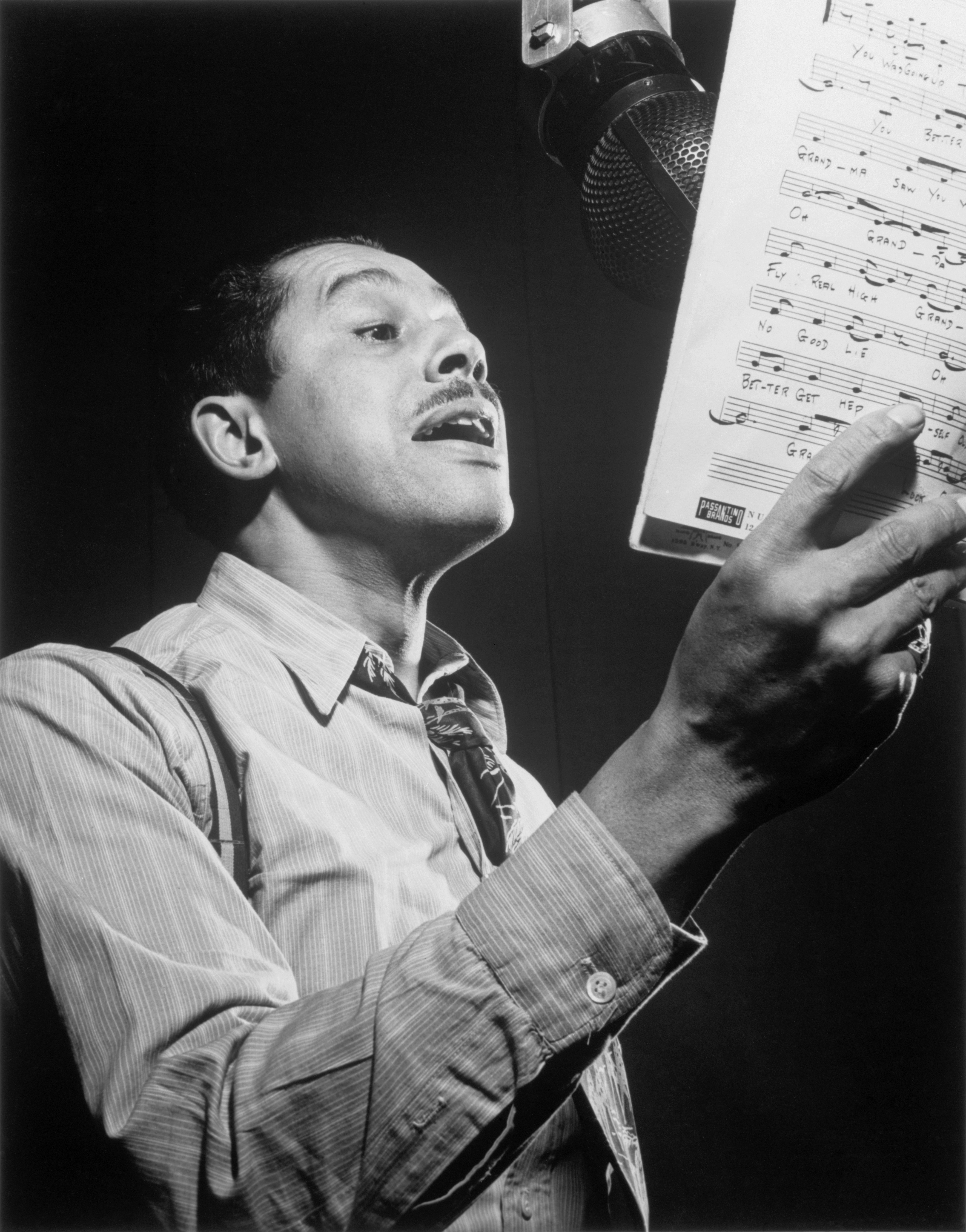
Cab Calloway (1947)

Cab Calloway (eigentlich Cabell Calloway III; * 25. Dezember 1907 in Rochester, New York; † 18. November 1994 in Cokebury Village, Delaware) war ein US-amerikanischer Jazz-Sänger, Saxophonist und Bandleader.

## Leben und Wirken
Calloway war der Sohn des Rechtsanwalts Cabell Calloway II und der Lehrerin und Organistin Martha Eulalia Reed. Er wuchs in Baltimore auf und begann nach dem Vorbild seiner Schwester Blanche Calloway in den 1920er Jahren seine Karriere als Sänger in einigen Jazzbands. Die Bands waren zwar nicht erfolgreich, doch Calloway fiel durch seinen Gesang und seine tänzerischen Einlagen als Jazz-Entertainer auf. 1930 nahm er dann seine erste Schallplatte auf und hatte ab 1931 seine ersten Engagements im legendären New Yorker Cotton Club. Hier entwickelte er sich neben Louis Armstrong und Duke Ellington mit den Missourians zum beliebtesten schwarzen Entertainer der 1930er Jahre und trat auch in einigen Filmen wie Manhattan Merry-Go-Round (1937) auf. Mitte 1931 hatte er mit Six or Seven Times (#14), (I’ll be Glad When You’re Dead) You Rascal, You (#17), Kickin’ the Gong Around (#4) und Between the Devil and the Deep Blue Sea (#15) seine ersten Hits in den Charts. Mitte der 1930er wirkte er bei Betty-Boop-Cartoons der Fleischer Studios mit, etwa in dem nach seinem Hit benannten Minnie the Moocher, in dem seine Tanzeinlagen auf ein Walross rotoskopiert wurden.

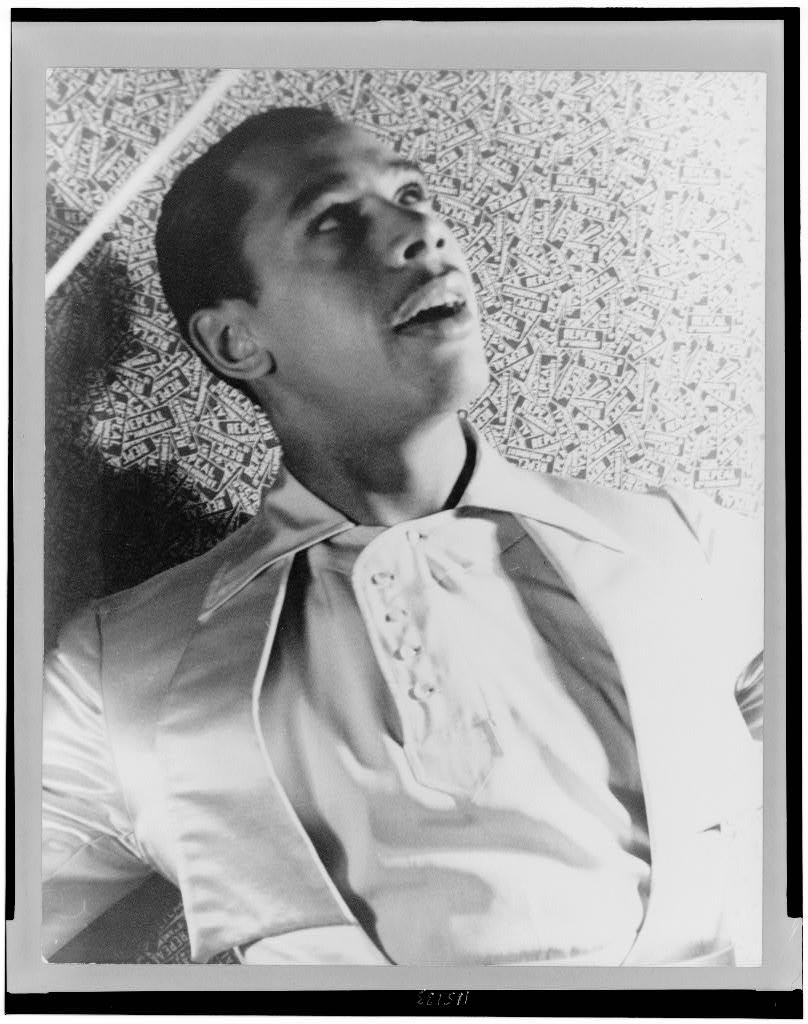
Bandleader Cab Calloway (Fotografie von Carl van Vechten, 1933)

Bald hatte er seine eigene Big Band und 1942 seinen größten Hit mit Blues in the Night (My Mama Done Tol’ Me). Seine Big Band war mit einigen der absoluten Stars der Swingzeit besetzt, darunter u. a. die Trompeter Lamar Wright und Doc Cheatham, Posaunist Claude Jones, Gitarrist Danny Barker, Schlagzeuger Cozy Cole (berühmt sein Crescendo in Drums) und vor allem der Tenorsaxophonist Chu Berry. Letzterer ließ sich, wie Musiker erzählen, zu einer Mitarbeit in Calloways Orchester erst bewegen, nachdem ihm Cab das Versprechen gegeben hatte, in seiner Gegenwart niemals wieder ein Tenorsaxophon anzurühren. 1945 erreichte er noch einmal mit der Harold-Arlen-Nummer Let’s Take the Long Way Home eine Charts-Platzierung (#20); nach dem Zweiten Weltkrieg war dann die große Zeit der Swingorchester zu Ende, und er musste sein Orchester 1948 auflösen. Calloway trat fortan mit anderen Bands auf.
Ein Artikel im Ebony Magazin 1951 kostete ihn einige Sympathie unter den Musikerkollegen. In dem mit Cab Calloway unterzeichneten Artikel hatte es geheißen, dass das Rauschgift der Antrieb des Musik-Business sei und viele Musiker Drogen konsumieren würden.
George Gershwin entwarf 1935 in seiner Oper Porgy and Bess die Rolle des Sportin’ Life nach dem Vorbild des Menschen Cab Calloway. Es sollte erst in den 1950er Jahren zu einem Bühnenauftritt Calloways in dieser Rolle kommen.
Einem Publikum über die Grenzen des Jazz hinaus wurde Cab Calloway durch seinen Auftritt in dem Kultfilm Blues Brothers 1980 bekannt. Minnie the Moocher war Calloways Erkennungslied und ist auch heute noch sein bekanntestes Lied, es entwickelte sich sogar zu einem Partyhit und wurde in Diskotheken gespielt. Calloway sang es unter anderem auch 1960 im deutschen Schlagerfilm Schlager-Raketen. Im Jahr 2012 erlebte es durch einen Remix von Lian Ross & Alan Alvarez in den Diskotheken eine Renaissance.
Von einem am 12. Juni 1994 in seinem Haus in Westchester County (New York) erlittenen Schlaganfall erholte er sich nicht mehr und starb am 18. November. Im Februar 2008 bekam Cab Calloway in Los Angeles posthum einen Grammy für sein Lebenswerk verliehen. Eine seiner Töchter war die Jazzsängerin Chris Calloway (1945–2008).

## Filmografie (Auswahl)
- 1932: The Big Broadcast
- 1933: Schneewittchen (Snow-White)
- 1933: International House
- 1933: The Old Man Of The Mountain (Betty Boop)
- 1936: The Singing Kid
- 1937: Manhattan Merry-Go-Round
- 1943: Der Tänzer auf den Stufen (Stormy Weather)
- 1944: Sensationen für Millionen (Sensations of 1945)
- 1947: Ebony Parade
- 1947: Hi De Ho
- 1955: Rhythm and Blues Revue
- 1958: St. Louis Blues
- 1960: Schlager-Raketen
- 1965: Cincinnati Kid (The Cincinnati Kid)
- 1980: Blues Brothers (The Blues Brothers)

## Diskografie (Auswahl)

### Singles
| Jahr | Titel Album                                 | Höchstplatzierung, Gesamtwochen, AuszeichnungChartsChartplatzierungen (Jahr, Titel, Album, Platzierungen, Wochen, Auszeichnungen, Anmerkungen) | Anmerkungen                                           |
| Jahr | Titel Album                                 | US | Anmerkungen                                           |
| ---- | ------------------------------------------- | --- | ----------------------------------------------------- |
| 1942 | Blues in the Night (My Mama Done Tol’ Me) – | US8 (1 Wo.)US |                                                       |
| 1956 | Little Child –                              | US62 (2 Wo.)US | mit seinem Sohn Lael Calloway als Lael & Cab Calloway |
| 1966 | History Repeats Itself –                    | US89 (3 Wo.)US |                                                       |

## Schriften
- Cab Calloway, Bryant Rollins: Of Minnie The Moocher & Me. Thomas Y. Crowell Comp., New York 1976.